# إليس شابمان
إليس شابمان (بالإنجليزية: Ellis Chapman)‏ هو لاعب كرة قدم بريطاني، ولد في 8 يناير 2001 في لنكولن في المملكة المتحدة. لعب مع ليستر سيتي.

## وصلات خارجية
- إليس شابمان على موقع قاعدة بيانات كرة القدم.إي يو (الإنجليزية)